# Campylomyza muscicola
Campylomyza muscicola är en tvåvingeart som först beskrevs av Jean-Jacques Kieffer 1895.  Campylomyza muscicola ingår i släktet Campylomyza och familjen gallmyggor.
Artens utbredningsområde är Frankrike. Inga underarter finns listade i Catalogue of Life.